# Фіванський легіон
Фіванський легіон (лат. Legio I Maximiana Thebaeorum, Legio Thebaica) — римський імперський легіон III ст. Отримав назву за містом розташування в Єгипті. Відомий також під назвами — Фіваідський легіон, Фівейський легіон, Фіванський легіон, Агаунські мученики.

## Історія

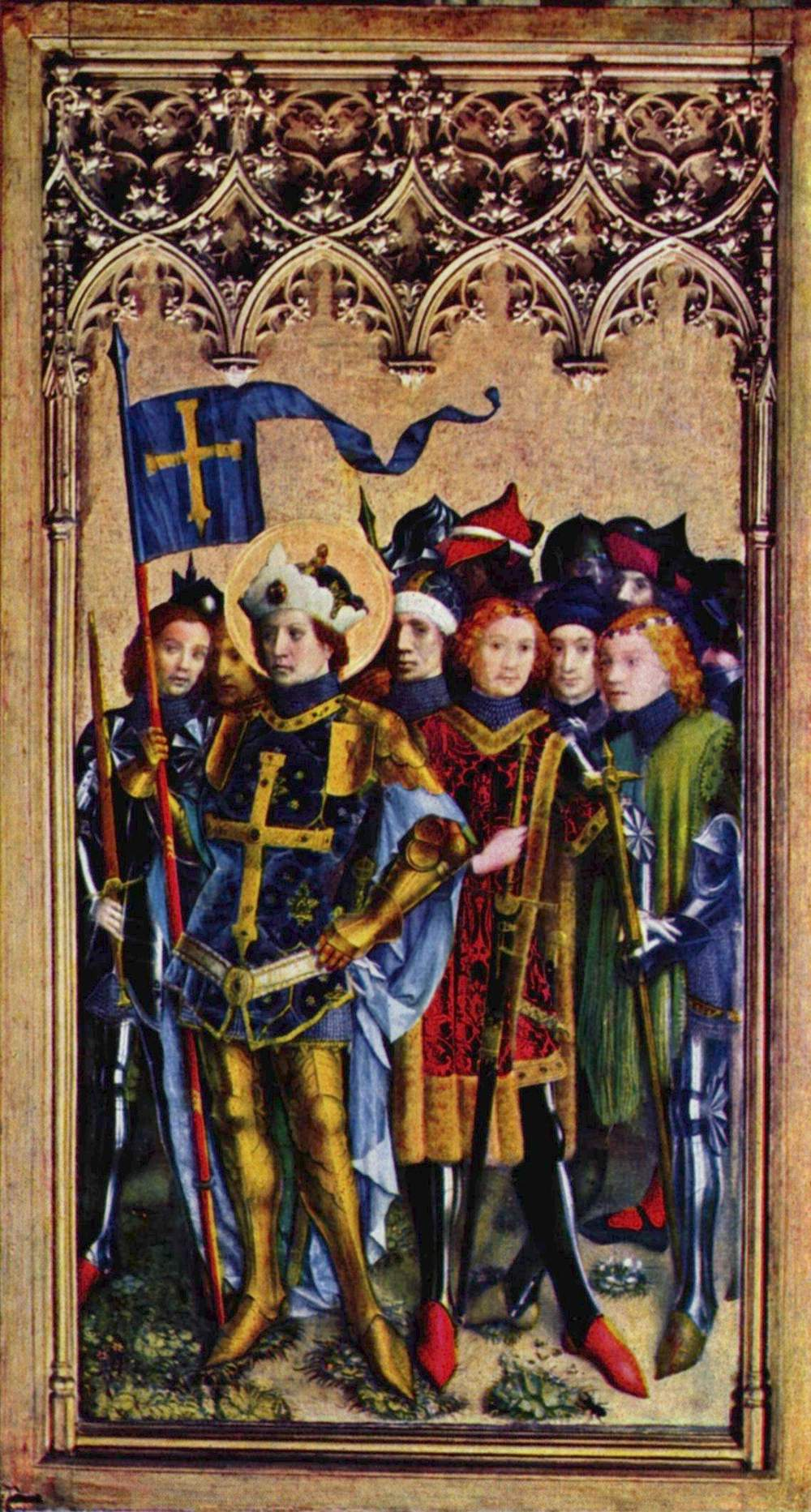
Сент-Гереон, солдат фіванського легіону. Частина Вівтаря трьох Королів у Кельнському соборі. Автор Штефан Лохнер, 1440

За інформацією Святого Євхерія Ліонського цей легіон складався цілковито з осіб християнської віри. Проте достеменного підтвердження цього немає. Таке твердження може ґрунтуватися на тому факті, що останнім командувачем легіону був християнин. На думку більшості дослідників в армії мав назву Legio I Maximiana Thebaeorum. Створено за Діоклетіана, який дав йому назву на честь співволодаря Максиміана. Утворення легіону відбулося шляхом виділення важкої піхоти (комітатів) з легіону Фіванського легіону Legio II Traiana fortis.
Тривалий час розташовувався у стратегічному єгипетському місті Фіви. Брав участь в придушенні повстання багаудів у 260–270 роках, виконуючи роль комітатів, згодом лімітанів (прикордонних військ). Невідомий чисельний склад легіону. Інформація про 6000 й більше легіонерів навряд чи відповідає дійсності, оскільки виконував завдання переважно прикордонників або у придушені внутрішніх заворушень, і не був потужною військовою одиницею. Тому ймовірніше становив 1200–2000 вояків.
У 285 році було спрямовано до північної Галлії в допомогу імператору Максиміану. Командував тоді легіоном Маврикій. Після відмови взяти участь у покаранні одновірців з числа місцевого населення легіон був покараний. Після повторної відмови був покараний знову, а 6666 легіонерів (увесь легіон) страчено у місто Агаунум (сучасний Сен-Моріс д'Агон, Швейцарія) за наказом Максиміана. Втім, відповідно до Григорія Турського, частини легіону перебували у Колонії Агриппіні (сучальний Кельн), Колонія Ульпія Траяна (сучасний Ксантен), Бона (сучасний Бонн). Їх усіх було страчено. Ці відомості підтверджують функцію легіону як псевдокомітатського. Розташовуючись уздовж Рейну, в ключових фортецях — Агаунум, Бона, Колонія Ульпія Траяна, Колонії Агриппіни, виконував завдання захисту кордону. Знищення такої кількості легіонерів, ймовірно, не відповідає дійсності. Також точно не відомо, коли саме це відбулося: надаються різні роки — 285, 286, 287 та 290 роки. 286 рік вважається найбільш ймовірним, також цей рік вважається часом фактичного розформування легіону. Напевне серед Фіванського легіону була значна частка християн, яких протягом переслідування християн було страчено: Маврикій (легат), Флоренцій, Кассій, Віктор (очільник преторіанської когорти), Маллос, Гереон, Кандід (senator militum), Ексуперій (аквіліфер). Сама цифра 6666 страчених є символічною, тому викликає у дослідників сумніви в достовірності.
У 296 році з нього були виділені частини, з яких Діоклетіан наказав сформувати новий легіон — Legio I Maximiana. Легіон ймовірно існував ще на початку IV ст, оскільки його легіонери Гереон та Віктор, командир когорти, були страчено у 307 й 318 роках відповідно. Проте основні частини легіону продовжували знаходиться на Рейнському кордоні. Його могло бути реформовано під час володарювання Костянтина I.